# Kyōji Kutsuna
Kyōji Kutsuna (jap. 忽那 喬司, Kutsuna Kyōji; * 20. August 1997 in der Präfektur Ehime) ist ein japanischer Fußballspieler.

## Karriere
Kyōji Kutsuna erlernte das Fußballspielen in der Jugendmannschaft des Ehime FC sowie in der Mannschaft des Biwako Seikei Sport College. Seinen ersten Vertrag unterschrieb er 2020 bei seinem Jugendverein Ehime FC. Der Verein aus Matsuyama spielte in der zweiten japanischen Liga, der J2 League. Sein Zweitligadebüt gab er am 11. Juli 2020 im Auswärtsspiel gegen V-Varen Nagasaki. Hier stand er in der Startelf und wurde in der 51. Minute gegen Kazuhito Watanabe ausgewechselt. 2021 belegte er mit Ehime den 20. Tabellenplatz und stieg in die dritte Liga ab.